# 83
Glej tudi: število 83
83 (LXXXIII) je bilo navadno leto, ki se je po julijanskem koledarju začelo na sredo.

## Dogodki
- 1. januar